# Listrura nematopteryx
Listrura nematopteryx és una espècie de peix de la família dels tricomictèrids i de l'ordre dels siluriformes. Poden assolir fins a 3,7 cm de longitud total.
És un peix d'aigua dolça i de clima tropical del Brasil a Sud-amèrica.